# 青岛航空
青岛航空（英語：Qingdao Airlines，简称青航，IATA代号：QW，ICAO代号：QDA，三字结算码：912；无线电呼号：中文胶澳，英文SKY LEGEND）是一家总部位于中华人民共和国山东省青岛的航空公司。成立之初为全资民营航司，于2020年被青岛国资委收购成为全资国有企业。以青岛胶东国际机场为基地机场，经营国内航空客货运输业务，2014年4月开航。

## 投资股权
青岛航空股份有限公司是初期由南山集团公司、青岛城市建设投资（集团）有限责任公司、山东航空股份公司共同投资组建的从事航空运输相关产业经营的公司，注册资金10亿元。其中，南山集团现金出资人民币5.5亿元，占注册资本的55%；青岛城投现金出资人民币2.5亿元，占注册资本的25%；山东航空以飞机作价出资人民币2亿元，占注册资本的20%。2015年，山东航空和青岛城投将所持股份转让给南山集团，青岛航空成为南山集团全资公司。2019年12月，青岛国资委旗下城投集团与南山控股及其关联公司签署《航空板块收购框架协议》，对南山集团航空板块相关资产进行收购，2020年9月，正式完成收购，青岛航空成为全资国有企业。

## 历史
青岛航空股份公司于2013年6月6日经民航局批准筹建。国家发改委批准2014年经营租赁3架A320飞机，民航局发展计划司同意接收山东航空股份公司作为资产入股的2架CRJ700飞机；与青岛国际机场集团公司签订基地机场地面服务代理协议；适航司批准飞机外部喷涂方案；民航华东地区管理局同意使用132.000MHz作为航务管理波道频率；与民航青岛空中交通管理站签订了航务管理波道服务、气象和航行情报服务协议；运输司批准其国内运输总条件及相关票证样本；中国人民财产保险股份公司同意为其承保地面第三人责任险等保险；现已招聘飞行人员19人、维修人员25人、签派人员4人、乘务员18人、运输人员4人、安全员7人。2014年2月21日，民航局运输司为公司颁发公共航空运输企业经营许可证。4月26日11时，A320客机执飞首航航班，目的地为成都双流国际机场。

## 机队

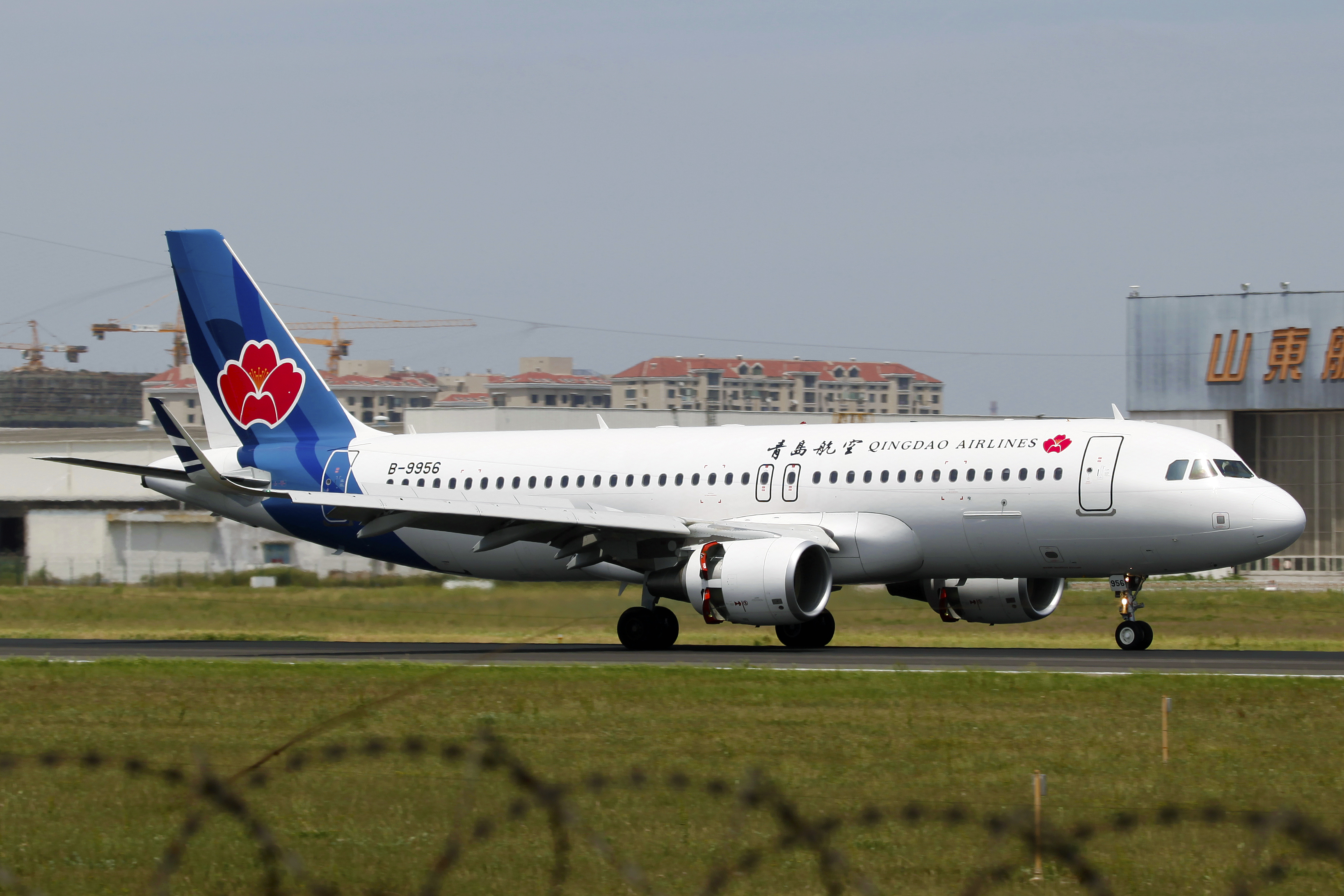
降落在青岛流亭国际机场的青岛航空A320客机

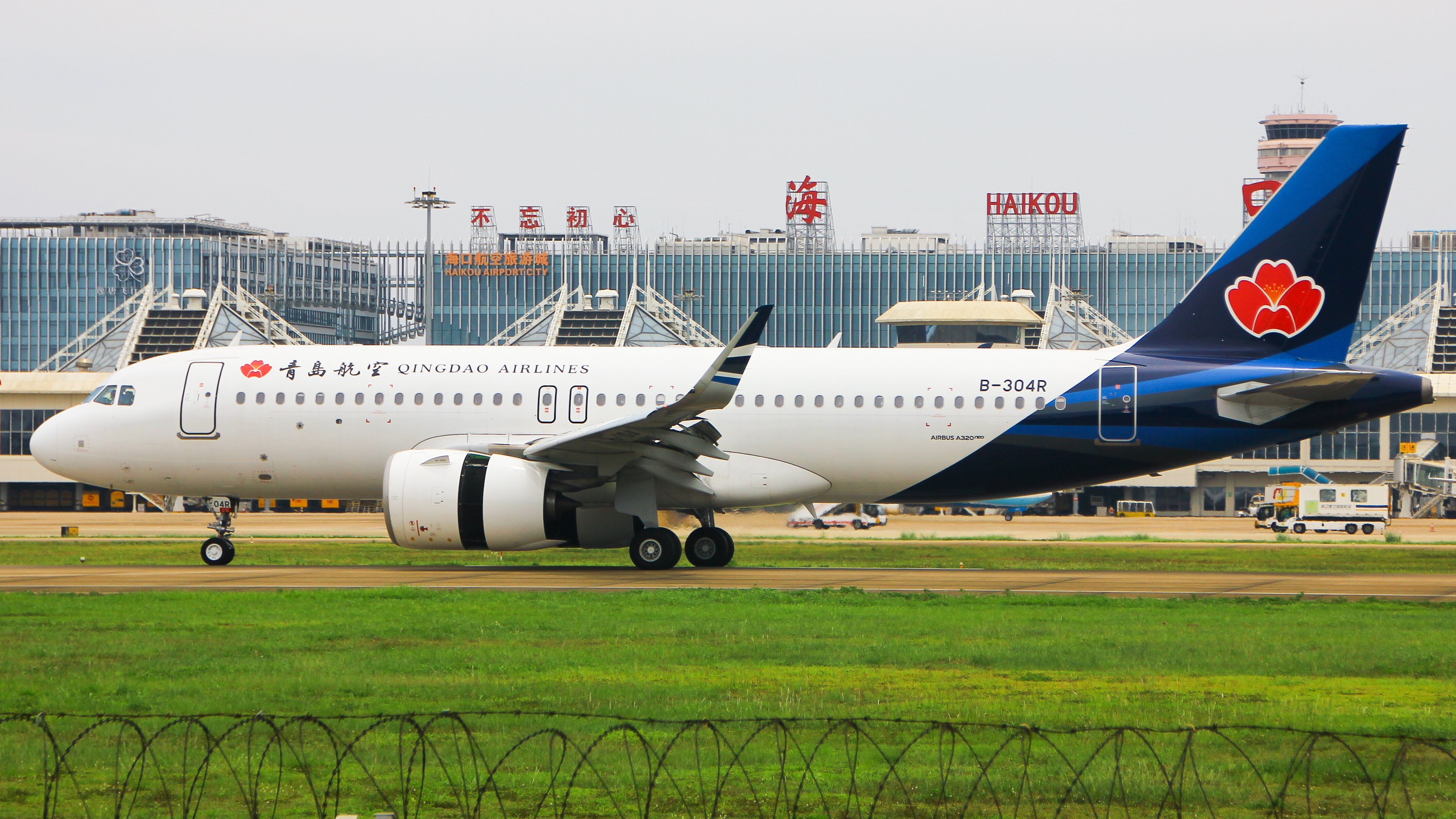
青岛航空空客A320neo在海口美兰国际机场降落

| 机型              | 数量 | 訂購 |
| ----------------- | ---- | ---- |
| 空中巴士 A320 NEO | 17   | —    |
| 空中巴士 A320-214 | 14   | —    |
| 空中巴士 A321 NEO | 0    | 2    |
| 总计              | 30   | —    |

## 航点
- 成都/双流
- 长沙/黄花
- 上海/浦东
- 哈尔滨/太平
- 呼伦贝尔/海拉尔
- 北京/首都
- 南京/禄口
- 银川/河东
- 贵阳/龙洞堡
- 南宁/吴圩
- 西安/咸阳
- 泉州/晋江
- 桂林/两江
- 天津/滨海
- 海口/美兰
- 昆明/长水
- 兰州/中川
- 敦煌/敦煌
- 克拉玛依/克拉玛依
- 首尔/仁川
- 西昌/青山
- 西双版纳/西双版纳嘎洒国际机场
- 香港/香港
- 海防/吉碑國際機場
- 吉隆坡/吉隆坡国际机场
- 永珍/瓦岱國際機場

## 事件

### 空中服務員穿制服插秧宣傳照爭議
2020年6月，青島航空響應一個呼籲珍惜糧食的公益活動，發布一批照片，當中空中服務員穿着整齊制服及化好妝落田插秧，結果引來網民批評「擺拍做騷」，空姐的插秧姿勢毫無說服力，以及質疑注重儀容的空姐哪有可能防曬不設防，帽也不戴一頂便落田。

### 人身事故
2022年1月24日，一架由青岛航空管理并使用编号为B-30FG的空客A320neo型飞机，在青岛胶东国际机场拖移时，将一名随同飞机移动的机务工程人员碾压，造成该人员死亡。尚未确定该事故是由飞机还是牵引车引发。